# Трансильванія – Бухарест
Трансильванія – Бухарест – один з основних газотранспортних коридорів румунської газотранспортної системи.
Традиційно головні запаси природного газу Румунії зосереджені в центральній частині країни, у Трансильванії (втім, у 21 столітті існують перспективи значного нарощування ресурсної бази за рахунок чорноморського шельфу). Ще в 1913-му тут проклали перший румунський газопровід місцевого значення, а в 1947-му ввели в дію трубопровід від трансильванської Боторки до столиці країни Бухаресту.
У наступні десятиліття в Трансильванії відбулось масштабне розгортання програми видобутку, що дозволило прокласти газопроводи на захід, північ, схід країни, а також підсилити напрямок на Бухарест. 
У підсумку між Трансильванією та районом столиці сформувався газотранспортний коридор, до якого відносяться наступні відтинки:
- початковий до клапанної станції Stalp 89 (дещо південно-західніше від Брашова), до якої прокладено два трубопроводи – від газового хабу Корой довжиною 129 км та діаметром 700 мм і від Хетіуру довжиною 85 км та діаметром 500 мм. Крім того, паралельно лінії від Корой прокладена ще одна нитка довжиною 109 км та діаметром 600 мм, котра в районі Палтін завертає на південний захід та забезпечує передачу ресурсу із коридору Трансильванія – Бухарест до газопроводу Хурезань – Бухарест (прокладений від газовидобувного регіону Олтенії);
- між клапанними станціями Stalp 89 та Mosu, на якому прокладено дві нитки довжиною 117 км і 122 км та діаметрами 700 мм і 500 мм відповідно. Через станцію Mosu до  траси коридору під’єднане підземне сховище газу Білчурешть, також звідси бере початок відгалуження діаметром 800 мм до найпотужнішої в країні  газової електростанції ТЕС Петробразі;
- від клапанної станції Mosu до Бухаресту, на якому прокладено дві нитки довжиною 18 км та 12 км з діаметрами по 500 мм.
Перекачування газу по коридору забезпечується компресорною станцією Сінча, розташованою на початковій ділянці траси незадовго до Палтіну. Вона обладнана двома агрегатами Ingersoll rand (один резервний), здатними перекачувати до 286 тис м3 на годину, та двома агрегатами Solar Centaur 50S (так само один резервний) потужністю з перекачування до 110 тис м3 на годину.
По всій протяжності коридора можливий бідирекціональний рух ресурсу (при цьому серед великих споживачів в центральній Трансильванії можливо назвати комплекс з виробництва добрив Тиргу-Муреш).
Через дві перемички діаметром по 500 мм до траси коридору під’єднали майданчик індустріальної зони на південь від Плоєшті, де знаходяться ТЕС Бразі та нафтопереробний завод (наразі власник останнього спорудив згадані вище ТЕС Петробразі та нову перемичку). В районі румунської столиці великими споживачами блакитного палива є місцеві теплоелектроцентралі – ТЕЦ Бухарест-Південь, ТЕЦ Бухарест-Захід, ТЕЦ Грозавешті та ТЕЦ Прогресу.
Можливо також відзначити, що до Бухаресту окрім трансильванського коридору та згаданого вище трубопроводу від Хурезень виходить газопровід зі східного напрямку від Шендрень.